# Équipe de Singapour de hockey sur gazon
Maillots
L'Équipe de Singapour de hockey sur gazon représente Singapour dans les compétitions internationales masculines de hockey sur gazon.

## Histoire
Singapour n'a participé qu'une seule fois aux Jeux olympiques, en 1956 à Melbourne, en Australie. Placé dans un groupe avec l'Inde, l'Afghanistan et les États-Unis, Singapour a remporté 6 -1 contre les États-Unis, 5-0 contre l'Afghanistan, avant de perdre 6-0 face aux éventuels médaillés d'or indiens lors de leur dernier match. Ils étaient deuxièmes dans leur premier groupe, mais lors du tour de classement, ils n'ont remporté aucun match, perdant par de grosses marges face à la Belgique, l'Australie, et la Nouvelle-Zélande pour terminer huitième au classement général sur douze équipes.

## Histoire dans les tournois

### Jeux olympiques
- 1956 - 8e place

### Jeux asiatiques
- 1962 - 5e place
- 1970 - 5e place
- 1994 - 5e place
- 1998 - 7e place
- 2010 - 10e place
- 2018 - 9e place

### Coupe d'Asie
- 1982 - 6e place
- 1985 - 9e place
- 2007 - 10e place

### Coupe AHF
- 1997 - 4e place
- 2002 - 4e place
- 2008 -
- 2012 - 6e place
- 2016 - 4e place
- 2022 - Qualifié

### Ligue mondiale
- 2012-2013 - 1er tour
- 2014-2015 - 32e place
- 2016-2017 - 1er tour

### Hockey Series
- 2018-2019 - Finales

## Composition
L'effectif suivant de Singapour pour la Coupe AHF 2022.
Entraîneur :  Krishnan Vijayan
| Numéro | Joueur                | Date de naissance | Âge | Sélections |
| ------ | --------------------- | ----------------- | --- | ---------- |
| 1      | Wee Wei Xuan (GB)     | 9 avril 1997      | 24  | 22         |
| 2      | Harshen Koban         | 1er décembre 2004 | 17  | 0          |
| 3      | Darren Sia            | 20 juin 1998      | 23  | 6          |
| 4      | Ramanan Thulasiram    | 8 juillet 2000    | 21  | 0          |
| 5      | Yap Wee Lee           | 31 mars 2003      | 18  | 0          |
| 7      | Dineshraj Vijayan     | 17 janvier 1998   | 24  | 26         |
| 8      | Akash Prebhash        | 17 juin 2000      | 21  | 8          |
| 9      | Salis Noor (C)        | 16 juin 1993      | 28  | 61         |
| 11     | Faris Johari          | 17 juillet 1997   | 24  | 47         |
| 12     | Dawnraj Rengasamy     | 9 septembre 2002  | 19  | 2          |
| 14     | Jeremiah Balakrishnan | 5 février 1997    | 25  | 12         |
| 15     | Naveen Kumar          | 1er mars 2001     | 21  | 8          |
| 16     | Zaki Zulkarnan        | 17 juillet 2001   | 20  | 14         |
| 17     | Hariraj Vijayan       | 17 février 2000   | 22  | 14         |
| 21     | Bazil Kahar           | 7 décembre 1999   | 22  | 10         |
| 23     | NG Nicholas           | 23 août 1997      | 24  | 17         |
| 30     | Mohamed Yuhari (C)    | 30 juin 1990      | 31  | 74         |
| 31     | Gugan Sandran (GB)    | 3 juillet 1996    | 25  | 13         |